# Liste der Kreisstraßen in Mönchengladbach
Die Liste der Kreisstraßen in Mönchengladbach ist eine Auflistung der Kreisstraßen in der kreisfreien Stadt Mönchengladbach, Nordrhein-Westfalen.

## Abkürzungen
- K: Kreisstraße
- L: Landesstraße

## Liste
Die Kreisstraßen behalten die ihnen zugewiesene Nummer innerhalb von Nordrhein-Westfalen auch bei einem Wechsel in einen Kreis oder in eine andere kreisfreie Stadt. Nicht vorhandene bzw. nicht nachgewiesene Kreisstraßen werden in Kursivdruck gekennzeichnet, ebenso Straßen und Straßenabschnitte, die unabhängig vom Grund (Herabstufung zu einer Gemeindestraße oder Höherstufung) keine Kreisstraßen mehr sind.
Der Straßenverlauf wird in der Regel von Nord nach Süd und von West nach Ost angegeben.
| Nr.  | Verlauf |
| ---- | --- |
| K 1  | L 116 – Erzbergerstraße – L 381 – Erzbergerstraße – K 11 – Grevenbroicher Straße – Dohler Straße – K 3 – Dohler Straße – K 18 – Dohler Straße – Geneickener Straße – L 370 – Hosterweg – Friedensstraße – Stockholtweg – Gasstraße – Schlachthofstraße – |
| K 2  | L 39 (bei Hardt) – Winkelner Straße – Winkeln – Stationsweg – Mürrigerstraße – Breiter Graben – Venner Straße – K 8 – Venner Straße – Lindenstraße – L 71                                                                                                |
| K 3  | – Breite Straße – L 116 – Breite Straße – K 1 – Ritterstraße – K 18 – Ritterstraße – Stadtgrenze – (K 3 im Rhein-Kreis Neuss) |
| K 4  | K 15 – Hehn – Hehnerholt – – Engelsholt – Gingterstraße – Preyerstraße – L 370 – Dahlener Straße – Hubertusstraße – L 208 |
| K 5  | (K 5 im Kreis Viersen) – Stadtgrenze – Lockhütter Straße – Hansastraße – Hovener Straße – Dünner Straße – K 13 – Dammer Straße – – Krefelder Straße – Jakobshöhe – Ueddinger Straße – Myllendonker Straße – Stadtgrenze – (K 5 im Rhein-Kreis Neuss)     |
| K 6  | (K 6 im Kreis Viersen) – Stadtgrenze – Donker Straße – Grunewaldstraße – K 13 – Grunewaldstraße – Broichmühlenweg – Krefelder Straße – |
| K 7  | – Markgrafenstraße – Landgrafenstraße – Brunnenstraße – Seilerweg – Heinrich-Pesch-Straße – L 370 |
| K 8  | K 2 – Kärntner Straße – Großheide – L 71 |
| K 9  | L 39 – Gerkerathwinkel – Gerkerath – Kothausen – – Grotherather Straße – Grotherath – Voosen – L 370 – Voosener Straße – Mennrathschmidt – L 39 |
| K 10 | (K 10 im Kreis Heinsberg) – Stadtgrenze – Gatzweiler – Bau – K 12 – Genhausen – Knoor – Merreter – Schriefers – Sittardheide – Sittard – Hilderather Straße – Griesbarth – L 39                                                                          |
| K 11 | – Hofstraße – L 116 – Hofstraße – K 1 – Hardterbroicher Straße – Bungtstraße – Hardterbroicher Straße – In der Bungt – Peter-Krall-Straße – Volksbadstraße – L 181 – Volksbadstraße – K 14                                                               |
| K 12 | K 10 – Eickelnberg – Stadtgrenze – (K 12 im Kreis Heinsberg) |
| K 13 | K 6 – Senefelder Straße – Neersbroicher Straße – L 390 – Neersbroicher Straße – Abtshofer Straße – K 5 – Dammer Straße – Engelblecker Straße – – Alsstraße – Hindenburgstraße – Sittardstraße – Steinmetzstraße – Viersener Straße – Aachener Straße –   |
| K 14 | – Zeppelinstraße – K 11 – Neusser Straße – Stadtgrenze – (K 14 im Rhein-Kreis Neuss) |
| K 15 | L 371 – Louise-Gueury-Straße – Hehn – K 4 – Heiligenpesch – Wolfsittard – Dorthausen – |
| K 16 | L 31 – Eiger – Palandweg – Looshof – – Horster Straße – K 29 |
| K 17 | – Mülgaustraße – Burgfreiheit – L 116 – Burgfreiheit – Pastorsgasse – Talstraße – |
| K 18 | L 370 – Schlossstraße – K 1 – Schlossstraße – K 3 |
| K 19 | L 46 – Zur Alten Schmiede – Herrather Linde – K 20 – Herrather Linde – Stadtgrenze – (K 19 im Kreis Heinsberg) – Stadtgrenze – Kuckumer Straße – L 277 – Heckstraße – Hochstraße – – Hochstraße – Stadtgrenze – (K 19 im Rhein-Kreis Neuss)              |
| K 20 | K 19 – Seidenweberstraße – Herrather Weg – Heinrich-Korsten-Straße – Beckrather Straße – L 277 |
| K 21 | L 277 – Hochneukircher Weg – Stadtgrenze – (K 21 im Rhein-Kreis Neuss) |
| K 22 | L 39 – Adolf-Kempken-Weg – L 277 |
| K 29 | – Schloss-Dyck-Straße – K 16 – Schloss-Dyck-Straße – Stadtgrenze am südlichen Straßenrand – Stadtgrenze – (K 29 im Rhein-Kreis Neuss) |

## Quelle
- Landesvermessungsamt Nordrhein-Westfalen, Kreiskarte Nr. 33: Kreis Neuss, Stadt Mönchengladbach